# Tetrisia roseifer
Tetrisia roseifer är en fjärilsart som beskrevs av Felder 1874. Tetrisia roseifer ingår i släktet Tetrisia och familjen nattflyn. Inga underarter finns listade i Catalogue of Life.